# Église de la Translation-des-Reliques-de-Saint-Nicolas de Bačko Petrovo Selo
Pour les articles homonymes, voir Église de la Translation-des-Reliques-de-Saint-Nicolas.
L'église de la Translation-des-Reliques-de-Saint-Nicolas de Bačko Petrovo Selo (en serbe cyrillique : Црква Преноса моштију Светог Николе у Бачком Петровом Селу ; en serbe latin : Crkva Prenosa moštiju Svetog Nikole u Bačkom Petrovom Selu) est une église orthodoxe serbe située à Bačko Petrovo Selo, dans la province de Voïvodine, dans le district de Bačka méridionale et dans la municipalité de Bečej en Serbie. Elle est inscrite sur la liste des monuments culturels de grande importance de la république de Serbie (identifiant no SK 1186).

## Présentation
À la fin du XVIIIe siècle, Bačko Petrovo Selo constituait un important centre culturel du Banat ; le village abritait, semble-t-il, un important atelier de Teodor Ilić Češljar, l'un des représentants les plus importants de la peinture serbe de style rococo. Cet artiste est mort dans le village en 1793, alors qu'il peignait l'iconostase de l'église de la Translation des Reliques de saint Nicolas.
Cette iconostase constitue l'ensemble patrimonial le plus important de l'église, construite entre 1777 et 1780, à l'emplacement d'un édifice déjà mentionné au début du XVIIe siècle. Elle est constituée de soixante icônes, avec celles du socle et des portes royales. Les compositions peintes sont encadrées par des guirlandes moulurées et des chapiteaux ornés motifs floraux. Après la mort de Češljar la décoration a été achevée par son collaborateur Dimitrije Lazarević. Par la suite, l'iconostase a été plusieurs fois retouchée mais des travaux de restauration réalisés en 1965-1966 ont effacé la trace de ces interventions.